# Gustaf Löwenhielm
Gustaf Carl Fredrik Löwenhielm (Stockholm, 6 octobre 1771-Stockholm, 29 juillet 1856) est un général et diplomate suédois.

## Biographie
Fils du diplomate Fredrik Adolf Löwenhielm (sv) et d'Augusta Löwenhielm, petit-fils de Carl Gustaf Löwenhielm (sv) et frère de Carl Löwenhielm, il fait ses études à l'université de Strasbourg (1781-1787) et entre comme lieutenant dans la cavalerie. 
Il participe à la guerre russo-suédoise de 1788-1790 comme capitaine et lors de la capture du roi Gustave III par Jacob Johan Anckarström le 16 mars 1792, est un des officiers qui défend le monarque. 
Après la mort du roi, il devient colonel et inspecteur de la cavalerie (1804-1809) ainsi que général adjoint en Poméranie et en Saxe-Lauenbourg (1805-1806). En 1808, il est chef du personnel lors de la Guerre de Finlande et est blessé à Pyhäjoki et fait prisonnier par les Russes. 
En 1810, il passe au service de Charles XIII. Il devient à la mort du roi un des plus proches partisans et collaborateurs de Charles XIV. Il est alors un des premiers à entrer dans ses plans de libération de la Suède du protectorat français. Il est ainsi utilisé dans les années suivantes dans de nombreuses missions importantes pour la mise en œuvre de cette politique. Il est présent à Trachenberg en 1813 lors de la rédaction du plan de campagne et sert comme adjudant général en Allemagne, en France, au Danemark et en Norvège (1813-1814). Il est après la paix ambassadeur à Vienne (1816-1817), puis à Paris (1818).
Il assiste en 1823 comme représentant du roi au mariage de Joséphine de Leuchtenberg puis, en 1838, à celui de la reine Victoria. 
Premier ministre des Affaires étrangères (1837), membre de l'Académie royale des sciences de Suède (1830), il meurt le 29 juillet 1856 à Stockholm. 